# Харків (лідер ескадрених міноносців)
«Харків» — лідер ескадрених міноносців проєкту 1, побудований для радянського Військово-Морського Флоту. Лідер «Харків» брав участь у боях в складі Чорноморського флоту під час німецько-радянської війни.

## Будівництво та випробування
Закладка «Харкова» відбулася 19 жовтня 1932 року на стапелі суднобудівного заводу № 198 імені Андре Марті, спуск корабля на воду був проведений 9 вересня 1934 року. Після завершення випробувань, 10 листопада 1938 року «Харків» увійшов до складу 3-го дивізіону Загону легких сил Чорноморського флоту.

## Історія служби
24 червня 1941 року разом з есмінцями «Беспощадний» і «Смишлений» вийшов в район острова Зміїний для попередження набігу шести ворожих есмінців на бази радянського флоту для висадки німецького десанту в районі Одеси. Після доби маневрування в заданому районі кораблі повернулися на базу — припущення командування про висадку десанту виявилося помилковим.
25 червня лідер «Харків» супроводжував лідер «Москва» в його першому і останньому бою (набіг на Констанцу), і коли той підірвався та розламався навпіл, «Харків» був змушений покинути екіпаж потопаючого лідера і рятуватися від обстрілу береговою батареєю «Tirpitz», атак підводного човна і бомбардувань з повітря одночасно. При терміновому поверненні на базу лідер кілька разів стикався з поломками в котлах (лопалися трубки), і через це швидкість лідера часто падала до 5-6 вузлів (до усунення неполадок в якомусь з котлів). Незважаючи на це, корабель успішно ухилявся від бомб і відбивав атаки авіації (збив один «Junkers Ju 87»). Існує версія, що через деякий час пошкоджений лідер ухилився від торпед радянського підводного човна Щ-206, що помилково атакував його та був потоплений есмінцем «Смишлений», що підоспів на допомогу «Харкову». Ця версія вступає в протиріччя з архівними даними.
6 вересня лідер «Харків» з есмінцем «Дзержинський» був направлений в Одесу з вантажем стрілецької зброї та боєприпасів на борту. Незважаючи на те, що три ворожі батареї відкрили вогонь по проходу в порт, лідер все ж пройшов до порту і розвантажився, після чого обстріляв позиції противника і вийшов назад в море.
15 вересня забезпечував перехід 18 судів з евакуйованими військами та мирним населенням з Одеси до Севастополя.

## Загибель
Загинув 6 жовтня 1943 року разом з есмінцями «Беспощадний» і «Способний» від нальоту німецьких бомбардувальників.
Німці помітили кораблі у відкритому морі. Після перших бомбардувань «Харків» і «Беспощадний» втратили хід, і «Способний» почав по черзі їх буксирувати. Але на лідері вдалося ввести в дію один з котлів, і напівзатонулий корабель зміг дати 9-вузловий хід кормою вперед. Незабаром від прямих попадань шести бомб «Беспощадний» завалився на борт, розламався і затонув, а пізніше, занурюючись носом вперед і одночасно ведучи вогонь з гармати ГК і зенітного автомата, зник під водою і лідер. Через 2,5 години «Способний» підібрав з води моряків, які залишилися в живих. Після цього він отримав потрапляння авіабомби, на борту виникла пожежа, і есмінець злетів на повітря від вибуху власних глибинних бомб. Торпедні і сторожові катери, а також гідролітаки підібрали з води 123 людини. Загинуло 780 моряків, у тому числі командир лідера «Харків» капітан 2-го рангу П. І. Шевченко. Втрата трьох кораблів привела до того, що всі великі кораблі Чорноморського флоту були переведені в резерв Ставки Верховного Головнокомандувача. У подальшому вони не брали участі в бойових діях  .

## Командири
- 05.1937 — 08.1937 — Коновалов. Гаврило Якимович
- 05.1937 — 03.1938 — Жуков Євген Миколайович
- 07.1938 — 08.1939 — капітан 2-го рангу Марков Філіп Савелійович
- 09.1939 — 06.1942 — капітан 3-го рангу Мельников Петро Олександрович
- 06.1942 — 10.1943 — капітан 2-го рангу Шевченко Петро Ілліч

## Прим
1. ↑  Качур П. И. «Гончие псы» Красного флота. «Ташкент», «Баку», «Ленинград». — Москва : Яуза, Коллекция, Эксмо, 2008. — С. 78.
2. ↑  Морозов М. Э., Кулагин К. Л. «Щуки». Легенды Советского подводного флота. — Москва : Яуза, Коллекция, Эксмо, 2008. — С. 120. — ISBN 978-5-699-25285-5.
3. ↑  Платонов, 2002, с. 222.
4. ↑  Балакин, 1997, с. 20—21.